# En ce lieu, des tigres
En ce lieu, des tigres (titre original : Here There Be Tygers) est une nouvelle de Stephen King parue en 1985 dans le recueil de nouvelles Brume. Elle est parue initialement en 1968 dans la revue littéraire américaine Ubris éditée par l'université du Maine.

## Résumé
Charles, un jeune garçon, demande à la maîtresse, Mademoiselle Bird, la permission d'aller aux toilettes. Cette permission lui est accordée, bien que de façon humiliante, et Charles se rend dans les toilettes de l'école, où il tombe nez-à-nez avec un tigre. Il retourne précipitamment dans le couloir et y reste, partagé entre son envie pressante et sa peur.
Kenny, un de ses camarades envoyé par Mademoiselle Bird, vient le chercher mais ne croit pas son histoire et se fait dévorer. La maîtresse arrive ensuite et Charles retourne en classe pendant qu'elle entre à son tour dans les toilettes.

## Genèse
La nouvelle a été publiée initialement dans le numéro de printemps 1968 de la revue littéraire Ubris, éditée par l'université du Maine. Elle est ensuite parue dans le recueil Brume. Cette histoire, et plus particulièrement le personnage de la maîtresse d'école, lui a été inspiré par un de ses institutrices de l'école primaire de Stratford.